# Casimiro Rodrigues de Sá

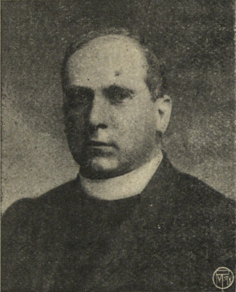
Casimiro Rodrigues de Sá

Casimiro Rodrigues de Sá (Paredes de Coura, Parada, 24 de abril de 1873 – Paredes de Coura, Bico, 28 de janeiro de 1934), mais conhecido por Padre Plácido ou por Abade de Padornelo, foi um religioso, publicista, jornalista e político republicano centrista, activo na política portuguesa desde o final da Monarquia Constitucional Portuguesa até ao início do Estado Novo. Entre outras funções, foi deputado à Assembleia Nacional Constituinte de 1911 e depois ao Congresso da República. O Abade de Padornelo, como ficou conhecido aquando da Assembleia Nacional Constituinte (1911), foi ainda presidente da Câmara Municipal de Paredes de Coura, administrador do concelho de Paredes de Coura, Governador Civil do Distrito de Viana do Castelo, capelão militar voluntário e tripulante auxiliar duma ambulância do Corpo Expedicionário Português em França durante a Primeira Guerra Mundial.

## Biografia
Nasceu no lugar de São Pedro Fins de Parada, filho de António Plácido Rodrigues e de sua mulher Rosa Clara de Sá, uma família de pequenos lavradores.
Fez os seus estudos primário em Paredes de Coura, fazendo exame da instrução primária no Liceu de Viana do Castelo, após o que se matriculou no Seminário de Braga, concluindo o curso teológico em 1894, ano que foi ordenado sacerdote.
Em 1896 foi nomeado pároco da freguesia de Vascões, no concelho de Paredes de Coura, cargo que acumulou com as funções de professor interino da respectiva escola primária oficial. Seguidamente foi nomeado prior da sua freguesia natal, Parada, cargo que exerceu até 1902, ano em que foi transferido para a paróquia de Santa Marinha, de Padornelo.
Para além das suas funções religiosas e de docência, foi um publicista e jornalista entusiasta, fundando e dirigindo diversos periódicos locais e colaborando em diversos órgãos da imprensa portuguesa do tempo, com destaque para os jornais republicanos e da esquerda monárquica publicados no Minho e na cidade do Porto. Foi redactor do Jornal de Coura, fundador e director do Clamor do Povo, e colaborou nos semanários Liberdade de Coura e Voz de Coura, todos do concelho de Paredes de Coura. Entre muitos outros periódicos, colaborou com artigos políticos e noticiosos em O Primeiro de Janeiro.
Fundou e presidiu à primeira comissão municipal republicana do concelho de Paredes de Coura, razão pela qual quando em 1910 ocorreu a implantação da República Portuguesa foi nomeado administrador daquele concelho e pouco depois eleito deputado republicano pelo círculo de Viana do Castelo à Assembleia Nacional Constituinte que elaborou a Constituição Portuguesa de 1911.
Foi atribuído o nome do Padre Casimiro Rodrigues de Sá, Abade de Padornelo, a um arruamento da sede de concelho de Paredes de Coura.